# Together in Monaco
Together in Monaco è un CD a nome di Curtis Fuller - Paul Jeffrey Sextet, pubblicato dalla Amosaya Music Records nel 1997. Il disco fu registrato nel maggio 1996 a Nizza, Francia.

## Tracce
1. Curtis – 10:10 (Paul Jeffrey)
2. Yesterdays – 5:15 (Otto Harbach, Jerome Kern)
3. Caravan – 7:30 (Duke Ellington, Irving Mills, Juan Tizol)
4. 'Round Midnight – 9:02 (Bernie Hanighen, Thelonious Monk, Cootie Williams)
5. Up Jump Spring – 6:35 (Freddie Hubbard)
6. Scenic Route – 5:55 (Jeb Patton)

## Musicisti
Brani numero 1, 2, 3, 5 e 6
- Curtis Fuller - trombone
- Paul Jeffrey - sassofono tenore
- Charles Vaudano - tromba
- Jeb Patton - pianoforte
- Marc Abrams - contrabbasso
- Washington Duke - batteria

Brano numero 4
- Paul Jeffrey - sassofono tenore
- Marcello Tonolo - pianoforte
- Calvin Jones - contrabbasso
- Michael Scott - batteria[3][4]